# Катальд (святой)
Святой Катальд (лат. Cataldus, VII век, Ирландия — 8 марта 685, Таранто) — католический святой ирландского происхождения, епископ Трима,  покровитель Таранто.
Согласно житию, ирландский монах Катальд был другом святого Патрика. Он жил в монастыре в Лисморе (Ирландия), но его горячим желанием было паломничество в Иерусалим. Возвращаясь из Святой земли, Катальд потерпел кораблекрушение у города Таранто (Апулия). Местные жители избрали Катальда своим епископом. С его именем связывают чудесное избавление Таранто от эпидемии и наводнений.
В гробу святого Катальда были обнаружены золотой кельтский крест и посох из ирландского дуба, украшенный типичными кельтскими резными эмблемами.
День памяти святого Катальда — 10 мая.